# Les Parallèles
Pour les articles homonymes, voir Parallèle.

Les Parallèles est un court métrage diffusé en 2004.

## Synopsis
Paris, aujourd'hui. Les destins croisés de trois personnages, réunis malgré eux à cause du retour en France d'un homme d'affaires, Edgar, impliqué dans une affaire de corruption; Simon son fils tourmente; Benjamin, un compositeur solitaire et une jeune femme, Louise. Quatre vies vont basculer et finiront par se croiser de manière étrange et inexorable.

## Fiche technique
- Réalisation : Nicolas Saada
- Scénario : Nicolas Saada
- Musique : Nicolas Errèra
- Photographie : Yorick Le Saux
- Montage : Julien Leloup et Simon Njoo
- Décors : Félicité Lefoulon
- Costumes : Marie Cesari
- Durée : 11 minutes

## Distribution
- Mathieu Amalric : Simon
- Géraldine Pailhas : Louise
- Jonathan Zaccaï : Benjamin Robert
- Bernard Verley : Edgar Chenay
- Édouard Lehman : Édouard
- Agathe Natanson : La mère de Benjamin
- Alain Libolt : Le docteur Adam
- Michaël Abiteboul : Maurice
- Frédéric Épaud : Le concierge
- Florence Janas : Jeanne
- Olivier Claverie : Le vendeur